# ناسي غورينغ باتايا
ناسي غورينغ باتايا (بالبهاسا: Nasi Goreng Pattaya) وتعني أرز باتايا المقلي، هو طبق محلي في ماليزيا مكون من أرز مقلي بخضار متنوعة وأحيانًا فتات الدجاج يغلف بعدها في عجة توضع عليها الشطة الحارة.